# Федюшин, Алимджан Игоревич
Алимджан Игоревич Федюшин (род. 26 марта 1989, Геленджик, СССР) — российский профессиональный баскетболист, играющий на позиции центрового.

## Карьера
Федюшин воспитанник СДЮШОР Адмиралтейского района Санкт-Петербурга. Первый тренер — Андрей Валерьевич Потапов.
В 2013 году стал игроком московского «Динамо». В составе команды стал бронзовым призёром Суперлиги 2014/2015 и финалистом Кубка России 2014/2015. Статистика в сезоне 2014/2015 составила 42 игры, 10,5 очков, 4 подбора, 0,6 передач, 0,6 перехватов, 0,3 блок-шота.
В августе 2015 года перешёл в ПСК «Сахалин», с которым стал чемпионом Суперлиги-1. В среднем за сезон Федюшин набирал 6,1 очка и 3,2 подбора.
В июне 2016 года Федюшин подписал контракт с «Темп-СУМЗ-УГМК».
В июле 2017 года продолжил карьеру в «Иркуте». В составе команды принял участие в «Финале четырёх» Кубка России, а так же вошёл в символическую пятёрку турнира.
В августе 2018 года пополнил состав «Самары», за которую провёл 21 игру и набирал 7,7 очков, 2,4 подбора и 0,3 передачи в среднем за матч.
В январе 2019 года Федюшин перешёл в «Спартак». В составе петербургского клуба Алимджан провёл 51 игру, в которых набирал в среднем 12,4 очка, 4,3 подбора, 0,5 передач и 0,6 перехвата.
В марте 2020 года Федюшин вернулся в «Темп-СУМЗ-УГМК».
В сезоне 2020/2021 Федюшин стал обладателем Кубка России и во второй раз был включён в символическую пятёрку турнира. В Суперлиге-1 Алимджан стал бронзовым призёром.
Сезон 2022/2023 Федюшин начинал в «Барнауле».
В феврале 2023 года Федюшин перешёл в «Динамо» (Владивосток).
В июле 2024 года Федюшин стал игроком «СШОР-Локомотив-Кубань».
В феврале 2025 года Федюшин вернулся в «Динамо» (Владивосток).

## Достижения
- Чемпион Суперлиги (3): 2011/2012, 2012/2013, 2015/2016
- Серебряный призёр Суперлиги-1 дивизион: 2018/2019
- Бронзовый призёр Суперлиги-1 дивизион (3): 2014/2015, 2020/2021, 2021/2022
- Обладатель Кубка России: 2020/2021
- Серебряный призёр Кубка России (2): 2014/2015, 2019/2020